# Port lotniczy Kagoshima
Port lotniczy Kagoshima (jap. 鹿児島空港 Kagoshima Kūkō) (IATA: KOJ, ICAO: RJFK) – port lotniczy położony 9 km na północny zachód od Kirishimy, 30 km na północny zachód od centrum Kagoshimy, w Japonii.

## Linie lotnicze i połączenia
Lotnisko obsługiwane jest przez 15 linii lotniczych, oferujących bezpośrednie połączenia do 22 portów lotniczych w 4 krajach Azji Wschodniej:
| Linia lotnicza         | Kierunek                                                                                     |
| ---------------------- | -------------------------------------------------------------------------------------------- |
| All Nippon Airways     | 1. Osaka-Itami 2. Tokio-Haneda                                                               |
| ANA Wings              | 1. Osaka-Itami                                                                               |
| China Airlines         | 1. Tajpej-Taiwan Taoyuan                                                                     |
| China Eastern Airlines | 1. Szanghaj-Pudong                                                                           |
| Fuji Dream Airlines    | 1. Shizuoka                                                                                  |
| Hong Kong Airlines     | 1. Hongkong                                                                                  |
| Ibex Airlines          | 1. Nagoja                                                                                    |
| J-Air                  | 1. Amami 2. Osaka-Itami 3. Tokunoshima                                                       |
| Japan Air Commuter     | 1. Amami 2. Fukuoka 3. Kikai 4. Matsuyama 5. Okinoerabu 6. Tanegashima 7. Yakushima 8. Yoron |
| Japan Airlines         | 1. Tokio-Haneda                                                                              |
| Jeju Air               | 1. Seul-Inczon                                                                               |
| Jetstar Japan          | 1. Nagoja 2. Tokio-Narita                                                                    |
| Korean Air             | 1. Seul-Inczon                                                                               |
| Peach                  | 1. Osaka-Kansai 2. Tokio-Narita                                                              |
| Skymark Airlines       | 1. Amami 2. Kobe 3. Nagoja 4. Tokio-Haneda                                                   |
| Solaseed Air           | 1. Nagoja 2. Naha 3. Tokio-Haneda                                                            |
| T'way Air              | Sezonowo: 1. Seul-Inczon                                                                     |